# 왕망
왕망(王莽, 기원전 45년 ~ 기원후 23년)은 중국 전한 말의 외척, 권신이자 신의 유일한 황제로, 자는 거군(巨君)이며 위군(魏郡) 원성현(元城縣) 사람이다.
본관은 원성 왕씨(元城王氏)로서, 그 출신은 제북왕 전안(田安)의 6대손으로, 아버지는 왕만(王曼)이며, 어머니는 거씨(渠氏)며, 형은 왕영(王永)이다.
황제 즉위 전의 작위는 안한공(安漢公)이며, 즉위전의 전체 칭호는 안한공·재형·섭황제(安漢公·宰衡·攝皇帝)다. 원제의 황후 효원황후(孝元皇后)의 조카로 성제(成帝)의 어머니쪽 사촌형제에 해당한다. 왕만(王曼)의 차남으로 왕우(王宇)·왕획(王獲)·왕안(王安)·왕림(王臨)·왕흥(王興)·왕광(王匡) 등의 아들을 두었다. 손자는 왕천(王千, 공륭공(功隆公).)·왕수(王壽, 공명공(功明公).)·왕길(王吉, 공성공(功成公).)·왕종(王宗, 공숭공(功崇公).)·왕세(王世, 공소공(功昭公).)·왕리(王利, 공저공(功著公).) 등이 있으며, 딸은 평제(平帝)의 황후가 된 왕씨와 함께 왕엽(王曄, 목수임(睦脩任).), 왕첩(王捷, 목체임(睦逮任).) 등이 있었다. 본부인은 한의 승상을 지낸 왕흔(王訢)의 손자인 의춘후(宜春侯) 왕함(王咸)의 딸인 효목황후(孝睦皇后) 왕씨다.

## 생애

### 어린 시절
황후의 자리에 오른 고모 왕정군(王政君)에 의해 백부들이 제후에 봉해지고, 고위 관리로서 유복한 생활을 보내는 가운데, 아버지 왕만(王曼)과 형 왕영(王永)이 일찍 사망하여 왕망은 불우하게 자랐다. 왕망은 공손하고 검소함을 가지고, 패군(沛郡)의 진참(陳參)의 문하로 가서, 예경(禮經)을 사사받고, 몸을 가지런히 하고 배움을 넓혔으며, 유생의 복장을 입고, 어머니와 형수를 시중들었다. 또 조카 왕광(王光)을 양자를 삼아 친자식 이상으로 양육하여, 왕망의 아내가 불평을 하였다고 전해진다.

### 권력을 장악하다
백부 대장군 왕봉(王鳳)이 병이 들자, 간병을 하였고, 왕봉의 인정을 받았다. 왕봉이 죽은 이후, 왕상(王商)과 왕근(王根)의 추천과 백모인 황태후의 후원으로 왕망은 순조롭게 출세한다. 친척 순우장(淳于長)을 실각시켜, 대사마가 되면서, 왕망의 기세는 하늘을 나는 새를 떨어뜨릴 정도로 되었다. 애제 때에 신흥 외척의 압박을 피하여 한때 정계에서 물러났으나, 정계 복귀의 탄원이 계속 올라오자 그는 정계 복귀를 한다.
영시 원년(기원전 16년), 신도후(新都侯)에 봉해졌다. 애제가 붕어하자 애제로부터 황제의 옥새를 맡고 있던 대사마 동현으로부터 옥새를 강탈하여, 중산왕 유기자(劉箕子) 왕망은 광척후(廣戚侯) 유현(劉顯)의 아들 유영(劉嬰)을 후계자로 추대하였고, 스스로는 가황제(假皇帝)·섭황제(攝皇帝)로서 섭정하며 조정의 만기를 집전하였다.

### 황제가 되다
천하를 노리고 있던 왕망은 고문을 전거로 자신의 제위 계승을 정당화하려 했다. 마침 애장(哀章)이라는 인물이 고조의 예언이라며 「금궤도(金匱圖)」와 「금책서(金策書)」를 위조해 바쳤는데, 이를 전거로 거섭 3년(8년), 왕망은 고조의 영혼에게 선양을 받았다고 하여 스스로 황제에 즉위하여, 신 왕조를 열었다. 이후 유영을 정안공(定安公)에, 딸인 효평황후 왕씨를 정안공태후(定安公太后)에 봉하고 청주(靑州) 평원군(平原郡)의 군치(郡治) 평원현(平原縣)과 속현인 안덕현(安惪縣), 탑음현(漯陰縣), 격현(鬲縣), 중구현(重丘縣)을 묶어서 정안공국(定安公國), 즉 정안국(定安國)으로 삼았으나, 그들을 장안의 명광궁(明光宮)을 정안관(定安館)이라 고쳐서 그곳에 살게 하였다. 이는 사실상 유폐였다. 왕망의 선양은 신화의 선양이 아닌, 역사상 최초의 선양이었지만 실상은 찬탈과 다름이 없었다. 태황태후로서 전국새(全國璽)를 맡고 있던 효원황태후 왕정군은 사자로서 옥새를 받으러 온 왕망의 사촌형제 왕순(王舜)에게 왕망에 대한 욕설을 퍼부었으나, 왕순이 옥새를 내어줄 것을 재촉하자 옥새를 내던지며 "나는 늙어 이제는 죽으나, 너희를 보니, 이제 집안이 주멸되겠구나!"(我老已死, 如而兄弟, 今族滅也!)라 한탄했다고 사서는 전한다.
주 시대의 치세를 이상으로 삼은 왕망은 《주관(周官)》이라는 책을 바탕으로 국가 정책을 실시했지만, 현실성이 결여된 각종 정책은 단기간에 파탄나고, 화폐 유통과 경제 활동도 정지되어 민중의 생활은 한조 말기 이상으로 곤궁해졌다. 또한 흉노나 선비 등 주변 민족과 고구려 등의 국가의 지도자의 칭호를 제멋대로 고치고, 특히 고구려왕의 칭호를 중화사상에 근거하는 모멸적인 명칭인 하구려후(下句麗侯)로 부르게 해 고구려와 충돌하였으며, 이는 이민족들의 반발과 관계 악화로 이어져 이를 토벌하고자 했지만 실패한다. 또한 전매제 강화도 실패하여 신의 재정은 빈곤해졌다.

### 반란과 최후
생계를 유지하지 못하게 된 농민들은 마침내 신 왕조에 맞서 잇따라 반란을 일으켰다. 18년에 적미의 난이 일어났고, 남양에서 옹립된 유현을 토벌하러 보낸 신의 100만 군대도 곤양(昆陽) 전투에서 경시제 휘하의 유수에게 패배하여, 이것으로 각지에 군웅이 할거하여 대혼란에 빠진다. 그의 신하도 배신하고, 장안에는 경시제의 군대가 입성, 왕망은 그 혼란 중에서 두오(杜吳)에게 살해당했다. 그의 수급은 경시제가 있던 성으로 보내졌으며, 몸은 공을 세우려는 사람들이 달려들어 마구 찢어지고 흩어졌다고 한다.
왕망의 죽음으로 신은 멸망하였다.

## 평가
중국 역사상 최초의 '찬탈'을 저지른 인물이라는 이유로, 왕망에 대해서는 정치면에서뿐 아니라 인간성까지 포함한 비판적인 평가가 내려진다. 《한서》의 저자 반고는 「왕망전(王莽傳)」에서 다음과 같이 왕망을 평하였다.
왕망은 입이 큰데 턱이 짧고, 퉁방울눈에 눈이 빨갛고 크고 걸걸한 목소리였다. 키는 7척 5촌(약 173cm)으로 바닥이 두꺼운 신발과 높은 관을 좋아했고 북실북실하고 생기있는 털을 옷에 넣어 가슴을 젖혀 높은 곳을 보고, 먼 곳을 바라보듯 좌우의 눈을 보았다.(莽為人侈口蹶顄, 露眼赤精, 大聲而嘶. 長七尺五寸, 好厚履高冠, 以氂裝衣, 反膺高視, 瞰臨左右.)

왕망은 외모나 대인관계에 특히 집착을 보여, 의식 때에는 수염이나 머리를 검게 물들여 좀 더 젊게 보이려 한 반면, 부명이나 서상 같은 신비주의적인 도참설을 이용해 자신의 등용과 즉위를 정당화시키려 했고, 그때에도 자신이 주위의 추천에 못이겨 마지못해 받는 시늉을 하는 등 간계와 지모에도 능했다. 덧붙여 왕망 때에는 너무도 이상한 정책이 실행되었다고 《한서》는 전하고 있다.
- 왕망을 거스른 적의와 공모한 왕손경(王孫慶)을 잡아 태의(太醫)를 시켜 해부하게 하여 오장과 혈관에 대해 기록하고는 「이것으로 병의 치료법을 알 수 있다」고 말했다.
- 하늘의 도움을 구하고자 우는 소리가 슬프고 애처로운 자를 뽑아 낭(郞)으로 채용했다. 이러한 낭의 숫자만 5,000명에 달했다고 한다.
- 어떤 사람이 하루에 천 리를 날아가 흉노를 정찰할 수 있다고 하여 왕망이 그것을 시도하게 했는데, 그는 큰 새의 날개를 뭍이고 온몸에 깃털을 입고 끈으로 고정시킨 차림으로 수백 발이 넘는 높이에서 뛰어내렸다.

이러한 실정뿐만 아니라 인간성의 문제를 들어 왕망은 간신의 대표격으로 간주되는 경우가 많다. 명대의 오승은은 《서유기》에서 손오공이 날뛰던 시기(오행산에 갇힐 때까지)를 왕망 시대로 정했는데, 이것은 「폭군 · 왕위 찬탈자 · 거짓 천자가 황위에 있으면 천재지변이 일어난다」는 전승을 왕망의 찬탈과 겹쳐 표현한 것으로 보인다. 한국에서는 고려의 왕건이 후백제의 견훤에게 보낸 답서에서 「기회를 엿보아 한(漢)을 도모하였으니 왕망·동탁의 간계(姦計)만 보일 뿐이었다」고 하여, 견훤이 신라의 수도 서라벌로 쳐들어가 약탈을 저지르고 경애왕을 죽게 한 행동을 한 조정을 어지럽히고 애제를 독살한 왕망의 전적에 빗대어 비난하고 있으며, 《중종실록》에도 조광조의 정책에 반대하는 훈구파들이 「주초(走肖)의 무리가 저지른 간사함이 왕망이나 동탁 같아 온 나라의 인심을 얻고 백료들이 우러러보는 바가 되었다.」며 조광조를 왕망에 빗대고 있다. 일본에서도 《도지가전(藤氏家傳)》 대직관전(大織冠傳)에서 소가노 이루카의 정치를 「안한의 궤휼(安漢の詭譎)」이라 비판하였으며, 《헤이케 이야기》도 조고 · 안록산 등과 함께 조정을 어지럽힌 조적(朝敵)으로서 왕망의 이름을 거론하였으며, 기소 요시나카의 난폭한 행동을 왕망에 비유하기도 하는 등 간신의 대표격으로 취급하기도 한다.
하지만 왕망에 의해 정해진 것도 있다. 한의 조신으로 있던 시대에 왕망 자신이 정한 황제의 즉위 의식은 광무제 이후의 역대 황제들에게 그대로 계승되어 황제의 즉위식에 즈음해서는 왕망이 정한 의식에 기초한 모든 의례들을 행했다. 학(學) · 교(校)라는 유학 교육기관을 전국에 설치하고 유학 공부를 장려한 것도 왕망의 치세하에 이루어진 일이며, 결과적으로 후한 시기에는 유학을 배우는 사람이 많아졌다고도 한다. 20세기 한국의 사학자 신채호는 왕조 교체가 빈번했던 중국의 역사에서 「혁명」이라는 이름으로 새로운 왕조가 이전 왕조를 대신할 때마다 일시적으로 요역을 면제하고 부세를 감해주는 고식적인 시혜를 베푸는 척하다가 다시 옛 왕조의 규정을 되살려서 폭(暴)으로 폭을 대신하는 무의식한 내란만 되풀이되었을 뿐 진정한 혁명은 이루어지지 않고 있었는데, 왕망만은 고대 사회주의적인 정전법(井田法)을 실행하고 한문화(漢文化)로 세계를 통일한다는 일종의 공산주의적 국가의 건설을 시도하여 토지를 평균하게 나누어 빈부의 계급을 없애자는 생각을 대담하게 실행하려고 했다며 왕망의 찬탈을 「동양 고대의 유일한 혁명으로 볼 수밖에 없다.」고 칭찬하였다.

## 가계
- 왕망(王莽)

- - 왕우(王宇): 어머니는 효목황후(孝睦皇后) 왕씨다.
    - 왕천(王千): 시건국 원년(始建國元年, AD 9) 공륭공(功隆公)에 봉해졌다.
    - 왕수(王壽): 시건국 원년(始建國元年, AD 9) 공명공(功明公)에 봉해졌다.
    - 왕길(王吉): 시건국 원년(始建國元年, AD 9) 공성공(功成公)에 봉해졌다.
    - 왕종(王宗): 시건국 원년(始建國元年, AD 9) 공숭공(功崇公)에 봉해졌다.
    - 왕세(王世): 시건국 원년(始建國元年, AD 9) 공소공(功昭公)에 봉해졌다.
    - 왕리(王利): 시건국 원년(始建國元年, AD 9) 공저공(功著公)에 봉해졌다.

  - 왕획(王獲): 어머니는 효목황후(孝睦皇后) 왕씨다.
  - 왕안(王安): 어머니는 효목황후(孝睦皇后) 왕씨다.
  - 왕림(王臨): 어머니는 효목황후(孝睦皇后) 왕씨다.
  - 왕흥(王興): 어머니는 시첩 회능(懷能)이다.
  - 왕광(王匡): 어머니는 시첩 증질(增秩)이다.

- - 왕씨(王氏): 왕망과 효목황후 왕씨의 장녀다. 거섭 3년(8년)에 정안공태후에 봉해졌다가, 시건국 2년(始建國二年, AD 10) 황황실주라고 칭호가 바뀌었다.
  - 왕엽(王曅): 어머니는 시첩 증질(增秩)이다. 신 지황 2년(地皇二年, AD 21) 목수임(睦脩任)에 봉해졌다.
  - 왕첩(王捷): 어머니는 시첩 개명(開明)이다. 신 지황 2년(地皇二年, AD 21) 목체임(睦逮任)에 봉해졌다.

## 기년
| 왕망        | 원년                | 2년             | 3년        | 4년        | 5년        | 6년             | 7년        | 8년        | 9년        | 10년       |
| ----------- | ------------------- | --------------- | ---------- | ---------- | ---------- | --------------- | ---------- | ---------- | ---------- | ---------- |
| 서력 (西曆) | 9년                 | 10년            | 11년       | 12년       | 13년       | 14년            | 15년       | 16년       | 17년       | 18년       |
| 간지 (干支) | 기사(己巳)          | 경오(庚午)      | 신미(辛未) | 임신(壬申) | 계유(癸酉) | 갑술(甲戌)      | 을해(乙亥) | 병자(丙子) | 정축(丁丑) | 무인(戊寅) |
| 연호 (年號) | 시건국(始建國) 원년 | 2년             | 3년        | 4년        | 5년        | 천봉(天鳳) 원년 | 2년        | 3년        | 4년        | 5년        |
| 왕망        | 11년                | 12년            | 13년       | 14년       | 15년       |                 |            |            |            |            |
| 서력 (西曆) | 19년                | 20년            | 21년       | 22년       | 23년       |                 |            |            |            |            |
| 간지 (干支) | 기묘(己卯)          | 경진(庚辰)      | 신사(辛巳) | 임오(壬午) | 계미(癸未) |                 |            |            |            |            |
| 연호 (年號) | 6년                 | 지황(地皇) 원년 | 2년        | 3년        | 4년        |                 |            |            |            |            |

## 같이 보기
- 주나라 정전법